# Vlastec (kulle)
Vlastec är en kulle i Tjeckien. Den ligger i den centrala delen av landet, 50 km väster om huvudstaden Prag. Toppen på Vlastec är 611 meter över havet.
Terrängen runt Vlastec är kuperad åt sydost, men åt nordväst är den platt.Runt Vlastec är det ganska tätbefolkat, med 104 invånare per kvadratkilometer. Närmaste större samhälle är Beroun, 19,5 km öster om Vlastec. I omgivningarna runt Vlastec växer i huvudsak blandskog.